# Anouk van Brug
Anouk van Brug é uma política holandesa do partido conservador-liberal Partido Popular para a Liberdade e a Democracia (VVD).
Concorreu ao Parlamento Europeu em junho de 2024 como a nona candidata do VVD. O partido garantiu quatro cadeiras e Van Brug foi eleita por causa dos mais de 31 mil votos preferenciais atribuídos à candidatura dela.

## Histórico eleitoral
| Ano  | Corpo              | Partido | Partido | Pos. | Votos  | Resultado          | Resultado  | Ref.  |
| Ano  | Corpo              | Partido | Partido | Pos. | Votos  | Lugares do partido | Individual | Ref.  |
| ---- | ------------------ | ------- | ------- | ---- | ------ | ------------------ | ---------- | ----- |
| 2024 | Parlamento Europeu |         | VVD     | 9    | 31,569 | 4                  | Eleita     | [ 1 ] |